# Zamek w Karpatach
Zamek w Karpatach (inne wersje tytułów polskich przekładów: Zamek wśród gór, Tajemnica zamku Karpaty) (fr. Le Château des Carpathes) – jednotomowa powieść Juliusza Verne’a z cyklu Niezwykłe podróże złożona z 18 rozdziałów.
Powieść w wydaniu książkowym ukazała się po raz pierwszy w 1892 r. z ilustracjami Léona Benneta (1839–1917). Nieco wcześniej była drukowana w odcinkach w „Magasin d’Éducation et de Récréation".
Pierwszy polski przekład w odcinkach pojawił się również już w tym samym roku 1892 w „Przyjacielu Dzieci”, a w postaci książkowej w roku 1894 w wydawnictwie Gebethner i Wolf. Przedrukował też tę powieść w 1898 roku polonijny „Dziennik Chicagowski”.
Tytułowy zamek znajduje się w Transylwanii (Siedmiogrodzie, w dzisiejszej Rumunii) i tam też rozwija się akcja powieści. Juliusz Verne sam nigdy w Rumunii nie był. Liczne transylwańskie realia swego dzieła zaczerpnął z prac znanych podróżników i geografów: Élisée Reclusa (1830–1905) i Auguste’a de Gérando (1819–1849), szczególnie wykorzystując dwutomowe, bogate w szczegóły dzieło Gérandy pt. La Transylvanie et ses habitants (Paris 1845).
Jak uważają badacze literatury Zamek w Karpatach jest zmodyfikowaną i uwspółcześnioną (do czasów powstania dzieła) formą preromantycznej powieści gotyckiej. Francuscy badacze i krytycy literaccy w swoich rozważaniach o tej powieści szczególny nacisk położyli na jej aspekty fantastycznonaukowy i futurologiczny, zastanawiając się, czy autor przewidział np. wynalezienie telewizji. Finałowe rozwikłanie fabuły powieści dokonuje się na skutek pojawienia się w powieści fantastycznonaukowych urządzeń, futurologicznie „zaprojektowanych” przez autora, a jej zwieńczeniem jest teleportacja postaci bohaterki.